# Густаво Горріті
Густаво Андрес Горріті Елленбоген (ісп. Gustavo Andrés Gorriti Ellenbogen; нар. 4 лютого 1948 року, Ліма, Перу) — перуанський журналіст, відомий статтями про повстанські групи, корупцію в уряді та торгівлю наркотиками. У 2011 році Європейський центр журналістики назвав його «нагородженим найбільшою кількістю призів, ніж, можливо, будь-який інший перуанський журналіст».

## Журналістика в Перу
Горріті вперше здобув популярність як журналіст у 1980-х роках, висвітлюючи внутрішні конфлікти в Перу між урядом і терористичними групами, такими як Світлий Шлях. На додаток до своїх новинних статей, він написав тритомне дослідження про організацію.
Працюючи на тижневик Caretas в 1992 році, він написав про зв'язки між урядом і наркоторговцями, особливо про причетність Владіміро Монтесіноса, радника президента Альберто Фухіморі. Після його публікації спецзагін перуанської армії увірвався в його будинок і викрав його. Це сталося під час перуанської конституційної кризи 1992 року, коли Фухіморі розпустив конгрес і затримав декількох опозиційних діячів.
Горріті був звільнений 8 квітня, через два дні після його першого викрадення. За його словами, міжнародне втручання врятувало йому життя.

## У вигнанні
Після звільнення Горріті залишив Перу. Деякий час працював в США, спершу співробітником в Фонді Карнегі за міжнародний мир у Вашингтоні, згодом Університеті Маямі.
У 1996 році Горріті переїхав в Панаму. Він знову почав писати про зв'язки між державними службовцями і наркоторговцями, і знову був об'єктом погроз.
Він здійснив журналістське розслідування про відмивання грошей колумбійського наркокартеля Калі. Він також писав про кумівство панамського президента Ернесто Пелеса Балладераса, а в 1997 році звернув особливу увагу на те, що агент картеля вніс 51 000 доларів у президентську кампанію Переса Балладареса. Коли його робоча віза закінчилася, панамський уряд відмовився поновити її, викликавши бурю критики з боку міжнародної преси та місцевих опозиційних партій. Горріті переховувався в офісах газети Prensa, а також газеті вдалося затримати його депортацію через позов до Панамського Верховного Суду.
Americas Watch і Комітет захисту журналістів (CPJ) виступили з заявами на підтримку Горріті. Підтримку також висловили британський письменник Джон Ле Карре і перуанський романіст Маріо Варгас Льйоса. Уряд США натиснув на Панаму, а справу Горріті також було додано до реєстру Міжамериканської комісії з прав людини Організації американських держав. Панамський уряд поступився і віза Горріті пізніше була поновлена.
У 1999 році проти Горріті і трьох журналістів газети Prensa було висунено обвинувачення за наклеп у статті, в якій вониствержували, що наркоторговець пожертвував гроші на кампані. Генерального прокурора Хосе Антоніо Сосса, а сам Сосса контролював розслідування проти наркоторгівлі.
Справу було відхилено апеляційним судом у 2003 році.

## IDL Reporteros
У 2009 році перуанський президент Альберто Фухіморі був засуджений перуанським судом за викрадення опозиціонерів, включаючи Горріті, та інші порушення прав людини і засуджений до 25 років позбавлення волі.
Горріті повернувся до Перу, почав працювати у щоденній газеті Peru21, а також став журналістом Instituto de Defensa Legal (IDL).
У 2009 році він запустив експериментальний сайт журналістських розслідувань Idl Reporteros.

## Особисте життя
Горріті одружений, має двох дітей. Він є шестиразовим чемпіоном Перу з дзюдо.

## Нагороди та визнання
У 1986 році Горріті було надано стипендію Німана Гарвардського університету. У 1992 році він був удостоєний премії Марії Мурс Кабот Колумбійського університету за «просування свободи преси та міжамериканського розуміння».
У 1998 році він отримав Міжнародну премію за свободу преси від Комітету захисту журналістів, який відзначає журналістів, які демонструють мужність у захисті свободи преси, незважаючи на напади, погрози або ув'язнення.